# Earle (Northumberland)
 (juin 2023).
Pour les articles homonymes, voir Earle.
Earle est une paroisse civile et un village du Northumberland, en Angleterre.